# Wiktor Afanasjew (kosmonauta)
Wiktor Michajłowicz Afanasjew (ros. Ви́ктор Миха́йлович Афана́сьев, ur. 31 grudnia 1948 w Briańsku) – radziecki i rosyjski kosmonauta, pułkownik, Bohater Związku Radzieckiego (1991).

## Życiorys
Urodził się w rodzinie robotniczej. Skończył 10 lat szkoły średniej w Briańsku, od 1966 służył w Armii Radzieckiej, w 1970 ukończył wyższą wojskową szkołę lotników, służył jako lotnik i starszy lotnik lotnictwa myśliwskiego Grupy Wojsk Radzieckich w Niemczech. Od 1971 należał do KPZR, 1976-1977 był słuchaczem Centrum Doświadczalnego Techniki Lotniczej i Przygotowania Pilotów Doświadczalnych w Achtubinsku, gdzie latał na samolotach Su-7, Su-17 i Jak-28, służył jako pilot doświadczalny w Państwowego naukowego Instytutu Badawczego Sił Wojskowo-Powietrznych im. Walerego Czkałowa w Achtubinsku, w 1980 ukończył Moskiewski Instytut Lotniczy. W 1975 otrzymał tytuł pilota wojskowego I klasy, w 1984 tytuł pilota doświadczalnego I klasy i rangę pułkownika, a w 1994 kosmonauty I klasy. W styczniu 1988 został włączony do grupy kosmonautów jako kosmonauta doświadczalny, pracował w oddziale Centrum Przygotowania Kosmonautów im. Jurija Gagarina. 
- Swój pierwszy lot wykonywał od 2 grudnia 1990 do 26 maja 1991 jako dowódca statku kosmicznego Sojuz TM-11 i stacji kosmicznej "Mir" wraz z Musą Manarowem i japońskim dziennikarzem Toyohiro Akiyamą. Na stacji kosmicznej pracował razem z Giennadijem Manakowem, Giennadijem Striekałowem, Anatolijem Arcebarskim i Siergiejem Krikalowem.
- Swój drugi lot odbywał od 8 stycznia do 9 lipca 1994 jako dowódca misji Sojuz TM-18 i stacji "Mir".
- Trzeci lot - od 20 lutego do 28 sierpnia 1999 jako dowódca załogi Sojuz TM-29 wraz z Francuzem Jeanem-Pierre Haigneré i Słowakiem Ivanem Bellą, a czwarty lot - od 21 do 31 października 2001  jako dowódca ekspedycji wraz z Konstantinem Koziejewem i Francuzką Claudie Haigneré.
Łącznie przebywał w kosmosie 555 dni 18 godzin 32 minuty i 54 sekundy.

## Odznaczenia i tytuły honorowe
- Złota Gwiazda Bohatera Związku Radzieckiego (26 maja 1991)
- Order Lenina (26 maja 1991)
- Order „Za zasługi dla Ojczyzny” II klasy (2001)
- Order Za Zasługi dla Ojczyzny III klasy (1999)
- Order „Za służbę Ojczyźnie w Siłach Zbrojnych ZSRR” III klasy (1985)
- Order „Za osobiste męstwo” (Związek Radziecki)
- Medal „Za zasługi w podboju kosmosu”
- Lotnik Kosmonauta ZSRR[1]
- Universal Astronaut Insignia za lot orbitalny (nr 238) – Stowarzyszenie Uczestników Lotów Kosmicznych (Association of Space Explorers(inne języki))[2]